# Badminton op de Olympische Zomerspelen 2016 – Gemengd dubbelspel
Het gemengd dubbelspel in het badminton op de Olympische Zomerspelen 2016 in Rio de Janeiro vond plaats van 11 tot en met 17 augustus 2016.

## Plaatsingslijst
| Nr. | Speler                                      | Prestatie    | Uitgeschakeld door           |
| --- | ------------------------------------------- | ------------ | ---------------------------- |
| 1.  | Zhang Nan Zhao Yunlei                       | Halve finale | Tantowi Ahmad Lilyana Natsir |
| 2.  | Ko Sung-hyun Kim Ha-na                      | Kwartfinale  | Xu Chen Ma Jin               |
| 3.  | Tantowi Ahmad Lilyana Natsir                | Goud         | niet van toepassing          |
| 4.  | Joachim Fischer Nielsen Christinna Pedersen | Groepsfase   | niet van toepassing          |

## Groepsfase
In elke groep spelen alle spelers onderling tegen elkaar. De eerste twee van elke groep plaatsen zich voor de knock-outfase.

### Groep A
| Spelers                        | Gsp | W | V | SW | SV | Ptn |
| ------------------------------ | --- | - | - | -- | -- | --- |
| Zhang Nan / Zhao Yunlei        | 3   | 3 | 0 | 6  | 0  | 3   |
| Praveen Jordan / Debby Susanto | 3   | 2 | 1 | 4  | 3  | 2   |
| Lee Chun Hei / Chau Hoi Wah    | 3   | 1 | 2 | 3  | 4  | 1   |
| Michael Fuchs / Birgit Michels | 3   | 0 | 3 | 0  | 6  | 0   |

| Team 1                         | Uitslag             | Team 2                         |
| ------------------------------ | ------------------- | ------------------------------ |
| Zhang Nan / Zhao Yunlei        | 21-19, 21-16        | Michael Fuchs / Birgit Michels |
| Praveen Jordan / Debby Susanto | 21-12, 19-21, 21-15 | Lee Chun Hei / Chau Hoi Wah    |
| Zhang Nan / Zhao Yunlei        | 21-16, 21-15        | Lee Chun Hei / Chau Hoi Wah    |
| Praveen Jordan / Debby Susanto | 21-16, 21-15        | Michael Fuchs / Birgit Michels |
| Zhang Nan / Zhao Yunlei        | 21-11, 21-18        | Praveen Jordan / Debby Susanto |
| Lee Chun Hei / Chau Hoi Wah    | 21-17, 21-14        | Michael Fuchs / Birgit Michels |

### Groep B
| Spelers                                       | Gsp | W | V | SW | SV | Ptn |
| --------------------------------------------- | --- | - | - | -- | -- | --- |
| Robert Mateusiak / Nadiezda Zieba             | 3   | 2 | 1 | 4  | 4  | 2   |
| Xu Chen / Ma Jin                              | 3   | 2 | 1 | 5  | 4  | 2   |
| Chris Adcock / Gabrielle Adcock               | 3   | 1 | 2 | 4  | 5  | 1   |
| Joachim Fischer Nielsen / Christinna Pedersen | 3   | 1 | 2 | 4  | 4  | 1   |

| Team 1                                        | Uitslag             | Team 2                            |
| --------------------------------------------- | ------------------- | --------------------------------- |
| Xu Chen / Ma Jin                              | 13-21, 22-20, 21-15 | Chris Adcock / Gabrielle Adcock   |
| Joachim Fischer Nielsen / Christinna Pedersen | 21-18, 23-21        | Robert Mateusiak / Nadiezda Zieba |
| Xu Chen / Ma Jin                              | 21-13, 9-21, 19-21  | Robert Mateusiak / Nadiezda Zieba |
| Joachim Fischer Nielsen / Christinna Pedersen | 19-21, 24-22, 17-21 | Chris Adcock / Gabrielle Adcock   |
| Joachim Fischer Nielsen / Christinna Pedersen | 24-22, 14-21, 16-21 | Xu Chen / Ma Jin                  |
| Chris Adcock / Gabrielle Adcock               | 21-18, 25-27, 9-21  | Robert Mateusiak / Nadiezda Zieba |

### Groep C
| Spelers                           | Gsp | W | V | SW | SV | Ptn |
| --------------------------------- | --- | - | - | -- | -- | --- |
| Tantowi Ahmad / Lilyana Natsir    | 3   | 3 | 0 | 6  | 0  | 3   |
| Chan Peng Soon / Goh Liu Ying     | 3   | 2 | 1 | 4  | 2  | 2   |
| Bodin Issara / Savitree Amitrapai | 3   | 1 | 2 | 2  | 4  | 1   |
| Robin Middleton / Leanne Choo     | 3   | 0 | 3 | 0  | 6  | 0   |

| Team 1                            | Uitslag      | Team 2                            |
| --------------------------------- | ------------ | --------------------------------- |
| Tantowi Ahmad / Lilyana Natsir    | 21-7, 21-8   | Robin Middleton / Leanne Choo     |
| Chan Peng Soon / Goh Liu Ying     | 21-13, 21-19 | Bodin Issara / Savitree Amitrapai |
| Tantowi Ahmad / Lilyana Natsir    | 21-11, 21-13 | Bodin Issara / Savitree Amitrapai |
| Chan Peng Soon / Goh Liu Ying     | 21-17, 21-15 | Robin Middleton / Leanne Choo     |
| Tantowi Ahmad / Lilyana Natsir    | 21-15, 21-11 | Chan Peng Soon / Goh Liu Ying     |
| Bodin Issara / Savitree Amitrapai | 21-13, 21-18 | Robin Middleton / Leanne Choo     |

### Groep D
| Spelers                       | Gsp | W | V | SW | SV | Ptn |
| ----------------------------- | --- | - | - | -- | -- | --- |
| Ko Sung-hyun / Kim Ha-na      | 3   | 3 | 0 | 6  | 0  | 3   |
| Kenta Kazuno / Ayane Kurihara | 3   | 2 | 1 | 4  | 2  | 2   |
| Jacco Arends / Selena Piek    | 3   | 1 | 2 | 2  | 4  | 1   |
| Phillip Chew / Jamie Subandhi | 3   | 0 | 3 | 0  | 6  | 0   |

| Team 1                        | Uitslag      | Team 2                        |
| ----------------------------- | ------------ | ----------------------------- |
| Kenta Kazuno / Ayane Kurihara | 21-14, 21-19 | Jacco Arends / Selena Piek    |
| Ko Sung-hyun / Kim Ha-na      | 21-10, 21-12 | Phillip Chew / Jamie Subandhi |
| Kenta Kazuno / Ayane Kurihara | 21-6, 21-12  | Phillip Chew / Jamie Subandhi |
| Ko Sung-hyun / Kim Ha-na      | 21-10, 21-10 | Jacco Arends / Selena Piek    |
| Ko Sung-hyun / Kim Ha-na      | 25-23, 21-17 | Kenta Kazuno / Ayane Kurihara |
| Jacco Arends / Selena Piek    | 21-15, 21-19 | Phillip Chew / Jamie Subandhi |

## Knock-outfase
|  | Kwartfinale | Kwartfinale                     | Kwartfinale                  | Kwartfinale                 | Kwartfinale |                              |    | Halve finale | Halve finale         | Halve finale         | Halve finale         | Halve finale         |                      |  | Finale | Finale                       | Finale | Finale | Finale | Finale | Finale |
|  |             |                                 |                              |                             |             |                              |    |              |                      |                      |                      |                      |                      |  |        |                              |        |        |        |        |        |
|  | 1           | Zhang Nan Zhao Yunlei           | 21                           | 21                          |             |                              |    |              |                      |                      |                      |                      |                      |  |        |                              |        |        |        |        |        |
|  |             | Kenta Kazuno Ayane Kurihara     | 14                           | 12                          |             |                              |    |              |                      |                      |                      |                      |                      |  |        |                              |        |        |        |        |        |
|  |             | Kenta Kazuno Ayane Kurihara     | 14                           | 12                          | 1           | Zhang Nan Zhao Yunlei        | 16 | 15           |                      |                      |                      |                      |                      |  |        |                              |        |        |        |        |        |
|  |             |                                 |                              |                             |             | Zhang Nan Zhao Yunlei        | 16 | 15           |                      |                      |                      |                      |                      |  |        |                              |        |        |        |        |        |
|  |             | 3                               | Tantowi Ahmad Lilyana Natsir | 21                          | 21          |                              |    |              |                      |                      |                      |                      |                      |  |        |                              |        |        |        |        |        |
|  | 3           | 3                               | Tantowi Ahmad Lilyana Natsir | 21                          | 21          | Tantowi Ahmad Lilyana Natsir | 21 | 21           |                      |                      |                      |                      |                      |  |        |                              |        |        |        |        |        |
|  | 3           |                                 |                              |                             |             | Tantowi Ahmad Lilyana Natsir | 21 | 21           |                      |                      |                      |                      |                      |  |        |                              |        |        |        |        |        |
|  |             | Praveen Jordan Debby Susanto    | 16                           | 11                          |             |                              |    |              |                      |                      |                      |                      |                      |  |        |                              |        |        |        |        |        |
|  |             |                                 |                              |                             |             |                              |    |              |                      |                      |                      |                      |                      |  | 3      | Tantowi Ahmad Lilyana Natsir | 21     | 21     |        |        |        |
|  |             |                                 |                              | Chan Peng Soon Goh Liu Ying | 14          | 12                           |    |              |                      |                      |                      |                      |                      |  |        |                              |        |        |        |        |        |
|  |             | Chan Peng Soon Goh Liu Ying     | 21                           | 21                          |             |                              |    |              |                      |                      |                      |                      |                      |  |        |                              |        |        |        |        |        |
|  |             | Robert Mateusiak Nadiezda Zieba | 17                           | 10                          |             |                              |    |              |                      |                      |                      |                      |                      |  |        |                              |        |        |        |        |        |
|  |             | Robert Mateusiak Nadiezda Zieba | 17                           | 10                          |             | Chan Peng Soon Goh Liu Ying  | 21 | 21           |                      |                      |                      |                      |                      |  |        |                              |        |        |        |        |        |
|  |             |                                 |                              |                             |             | Chan Peng Soon Goh Liu Ying  | 21 | 21           |                      |                      |                      |                      |                      |  |        |                              |        |        |        |        |        |
|  |             |                                 | Xu Chen Ma Jin               | 12                          | 19          |                              |    |              | Wedstrijd voor Brons | Wedstrijd voor Brons | Wedstrijd voor Brons | Wedstrijd voor Brons | Wedstrijd voor Brons |  |        |                              |        |        |        |        |        |
|  |             | Xu Chen Ma Jin                  | Xu Chen Ma Jin               | 12                          | 19          | 21                           | 21 |              | Wedstrijd voor Brons | Wedstrijd voor Brons | Wedstrijd voor Brons | Wedstrijd voor Brons | Wedstrijd voor Brons |  |        |                              |        |        |        |        |        |
|  |             | Xu Chen Ma Jin                  |                              |                             |             | 21                           | 21 |              |                      |                      |                      |                      |                      |  |        |                              |        |        |        |        |        |
|  | 2           | Ko Sung-hyun Kim Ha-na          | 17                           | 18                          |             |                              |    |              |                      |                      |                      |                      |                      |  | 1      | Zhang Nan Zhao Yunlei        | 21     | 21     |        |        |        |
|  |             |                                 |                              |                             |             |                              |    |              |                      |                      |                      |                      |                      |  |        | Xu Chen Ma Jin               | 7      | 11     |        |        |        |